# پیز نر
پیز نر (به لاتین: Piz Ner) یک کوه در سوئیس است که در کانتون گراوبوندن واقع شده‌است. پیز نر ۲٬۸۵۹ متر بالاتر از سطح دریا واقع شده‌است.